# ラグビースクール
ラグビー・スクール（Rugby School ラグビー校）は、英国王室エリザベス女王1世の時代、1567年に創立されたイングランドで最高峰のパブリック・スクール（名門私立学校）の1つ。

## 概要

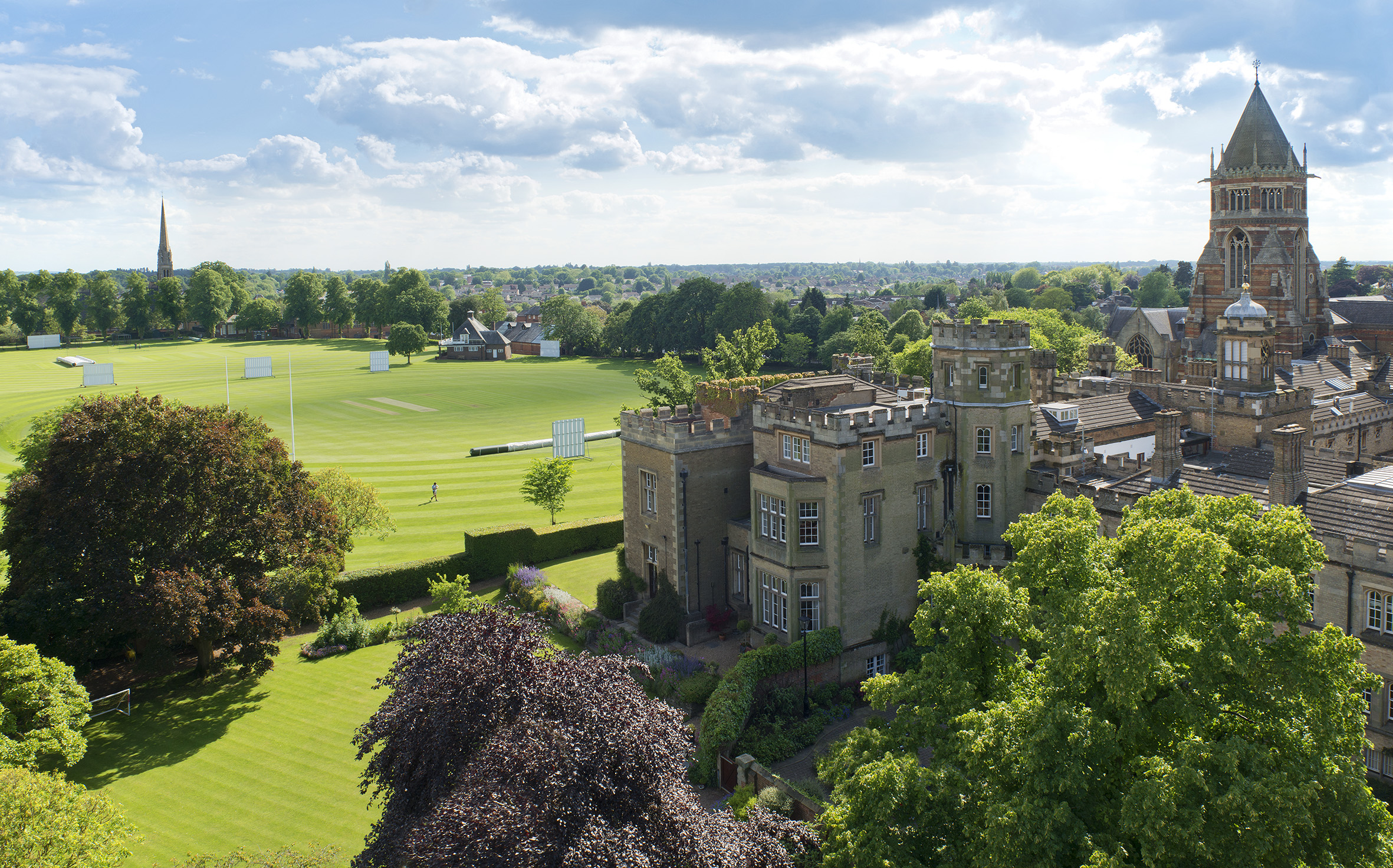
フットボール発祥の地と言われるグラウンド

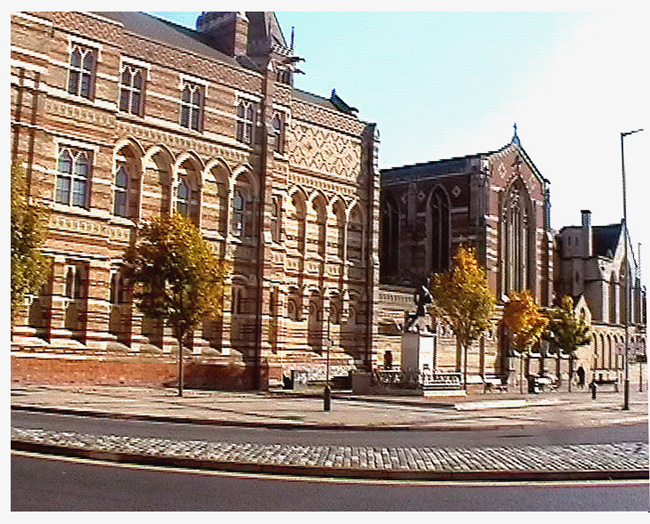
バターフィールド建築の校舎

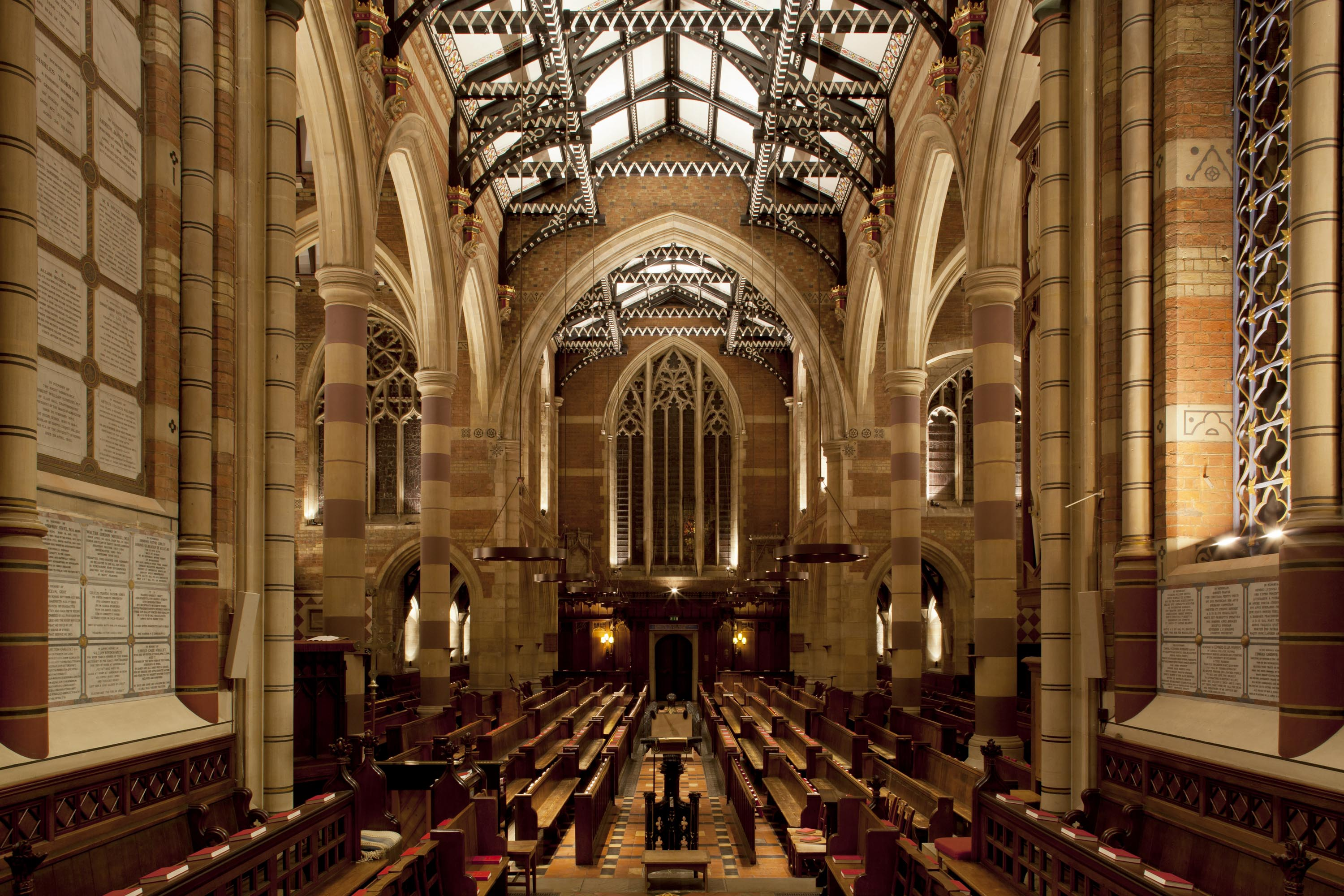
スクールチャペル内部

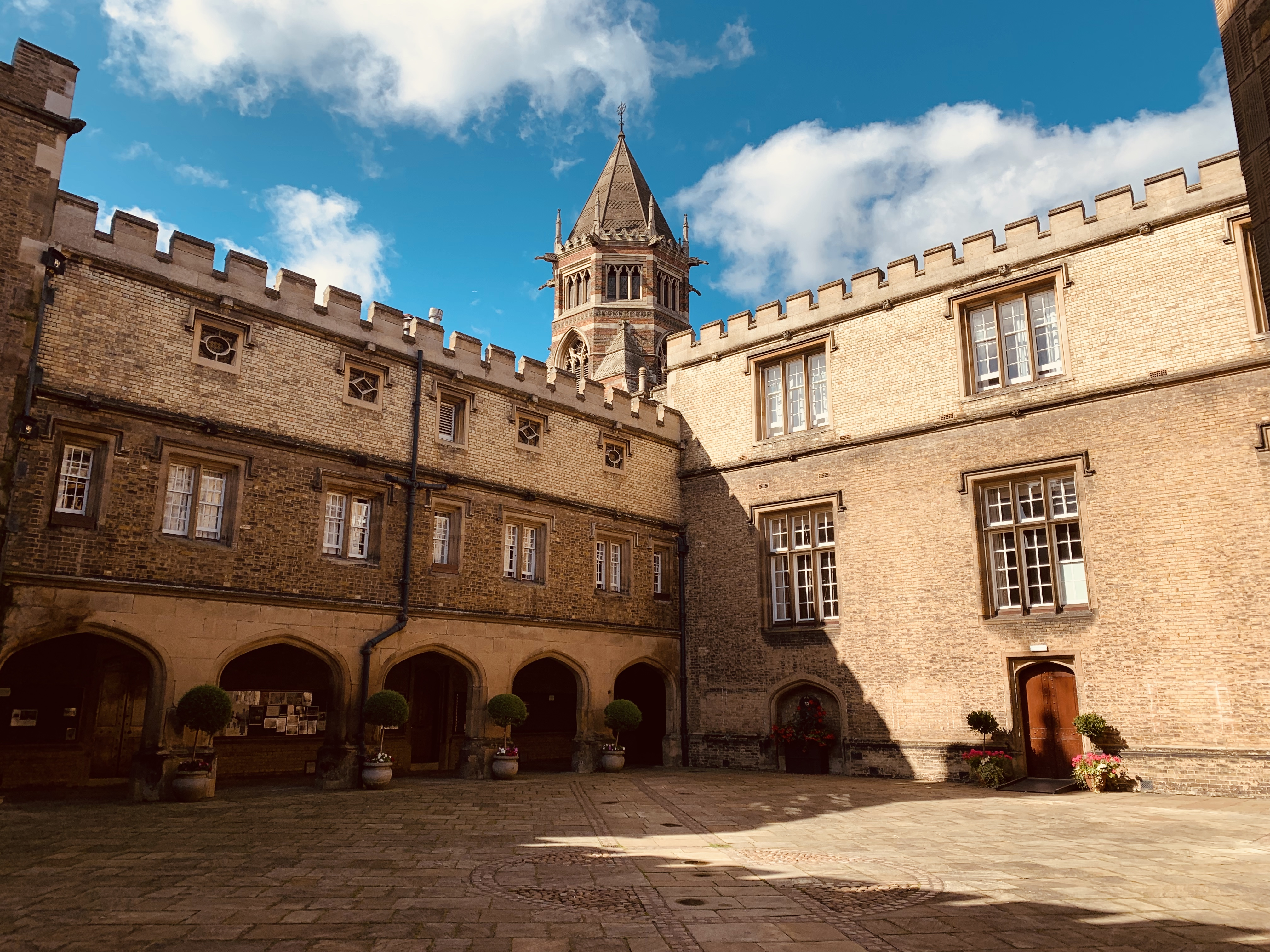
ラグビー校最古の中庭

13歳から18歳までのボーディングスクール（寄宿学校）で、「ザ・ナイン」と呼ばれる英国トップ校9校のうちのひとつ。イートン校などと並んで、卒業生がオックスフォード大学やケンブリッジ大学、ラッセル・グループの大学に進学する最難関進学校として知られる。革新的な校風であり、1976年に男女共学化している。定員は850名で、ほとんどの全員の生徒がハリー・ポッターで描かれるようなハウスと呼ばれる寮で暮らしている。200ヘクタールの広大なキャンパスには、学校が街を形成し、ラグビーフィールドが14面、乗馬およびポロフィールドが6面など充実したスポーツ施設、劇場、教会、模擬国会、サイエンスセンター、外国語センター、デザイン＆テクノロジーセンター、アートセンターなどの施設がある。年間の学費は、寄宿生で35,000ポンド。
1823年、同校がラグビーフットボールの発祥の地となったことも有名。その様子は、2015年に英国で開催されたラグビーワールドカップのオープニングビデオで映像化されている。

## 歴史
英国エリザベス女王1世の御用商人として豪商に成長したローレンス・シェリフが1567年、ラグビー校を創設した。当初は、ラグビーとそれに隣接するブラウンスオーバー村の若者達を教える、無料の小学校であった。17世紀後半、教養を身につけさせたいと思う富裕層の子供たちの寄宿学校に発展していこうとしたが、上手くいかず近隣の子供たちの学校のままに留まった。
1823年、この学校でウィリアム・ウェッブ・エリスという少年がフットボールのルールを勘違いして、ボールを両手で抱え込んでエンドラインの向こう側まで持ち込んだことから、ラグビーフットボールというスポーツが誕生したという逸話がある。しかし、当時ラグビー校のフットボールに定まったルールはなく、ボールを手に持って運んでいいかどうかは試合前に話し合いで合意されていたため、この逸話が真実であるかどうかは議論の余地がある。エリスは1816年から1825年まで在学し、オックスフォード大学卒業後は聖職者となっている。
また著名な卒業生としては数学者であり、『不思議の国のアリス』（Alice’s Adventures in Wonderland, 1865）の作者であるルイス・キャロル（Lewis Carroll, 1832-1898）が1845年から1850年まで在籍していた。第二次世界大戦開戦時の英国首相であるネヴィル・チェンバレン（Arthur Neville Chamberlain,1869-1940）もまたラグビー校で学んだ。
1828年から1842年まで、19世紀の英国を代表する偉大な教育者といわれたトーマス・アーノルドが校長を勤めた。彼はラグビー校をイギリスの学校制度にとって模範となる学校に変革した。その全人教育的な教育原則は、英国ボーディングスクールの生活をいきいきと描いたトマス・ヒューズの長編小説『トム・ブラウンの学校生活』（1857年）によって、「キリスト教的紳士」の理想と共に世界的に有名になった。『トム・ブラウンの学校生活』は寄宿学校をモデルとした学園小説として、のちにハリー・ポッターの原型となったともいわれる。
1976年からは、男女共学制へ移行。
1967年には、創立400周年を迎え、英国エリザベス女王2世とフィリップ殿下が学校を公式訪問した。
2017年には、同校初の海外インターナショナルスクール、Rugby School Thailandを開校した。

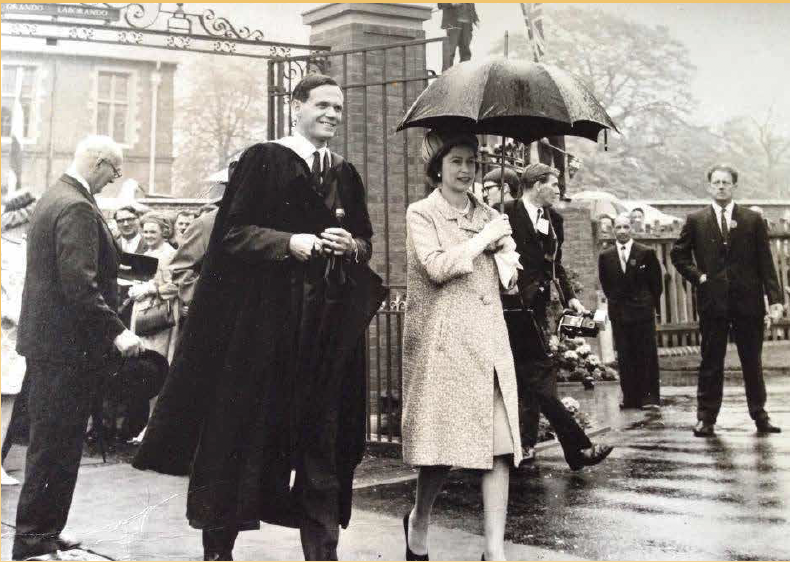
開校400周年に際し、エリザベス２世がラグビー校を訪問

同校の日本姉妹校、ラグビースクールジャパンを2023年に千葉大柏の葉キャンパス（柏市、TX柏の葉キャンパス駅）開設する計画が発表されている。

## 寮（ハウス）
パブリックスクールの「ハウスシステム」をはじめたのはラグビー校が最初で、このシステムの成功により、イートン校、ハロウ校など他の私立学校にも浸透し、イギリス独特のボーディングスクールのスタイルになった。
ラグビー校には15の寮があり、女子寮はミストレス、男子寮はハウスマスターと呼ばれる寮長が学生のケアを行っている。それぞれの寮には、紋章と寮のカラーがある。

### 女子寮
- ディーン - 1978年創設。アールデコの建築が美しい最初の女子寮。
- ルパートブルック - 1988年創設。スポーツセンターと音楽学校の両方に近接。
- ブラッドリー - 1992年創設。学校の中心部に位置し、2013年に改装された。
- チューダー - 2002年創設。2年目以降は個室が与えられる。

- グリフィン - 2003年創設。最大の庭を持つ最小の寮。
- スタンレー（上級生用） - 1992年創設。赤レンガ造りのビクトリア様式と1950年代の折衷建築。
- サウスフィールド（通学生用） - 1993年創設。ビクトリア様式の建物。

### 男子寮
- スクールハウス - 1750年創設。ラグビー校が現在の場所に移動したときの建物。校長もこの建物で生活している。(2019年までは現在のラグビースクールグループのヘッドが生活していた。)トレードマークは海賊旗。

- コットン - 1836年創設。木製の教師の部屋と大きな裏庭がある。トレードマークはコットンの植物。

- キルブラッケン - 1841年創設。裏庭はバーベキューやゲームの場となる。シェリフの反対側にある。トレードマークの錨の理由はいまだに謎。

- スクールフィールド - 1852年創設。学校が所有する最初の寮。トレードマークは金の器。

- ミシェル - 1882年創設。静かで実り多い果樹園がある。トレードマークは西洋鉾の先端。

- シェリフ - 1930年創設。大きくて魅力的な中庭がある。トレードマークは天秤。

- ホワイトロウ - 1936年創設。男子寮の中で最大規模。トレードマークは銀の星。

- タウン（通学生用） - 1567年創設。ラグビーフットボールを生んだウィリアム・ウェッブ・エリスが、メンバーだった。

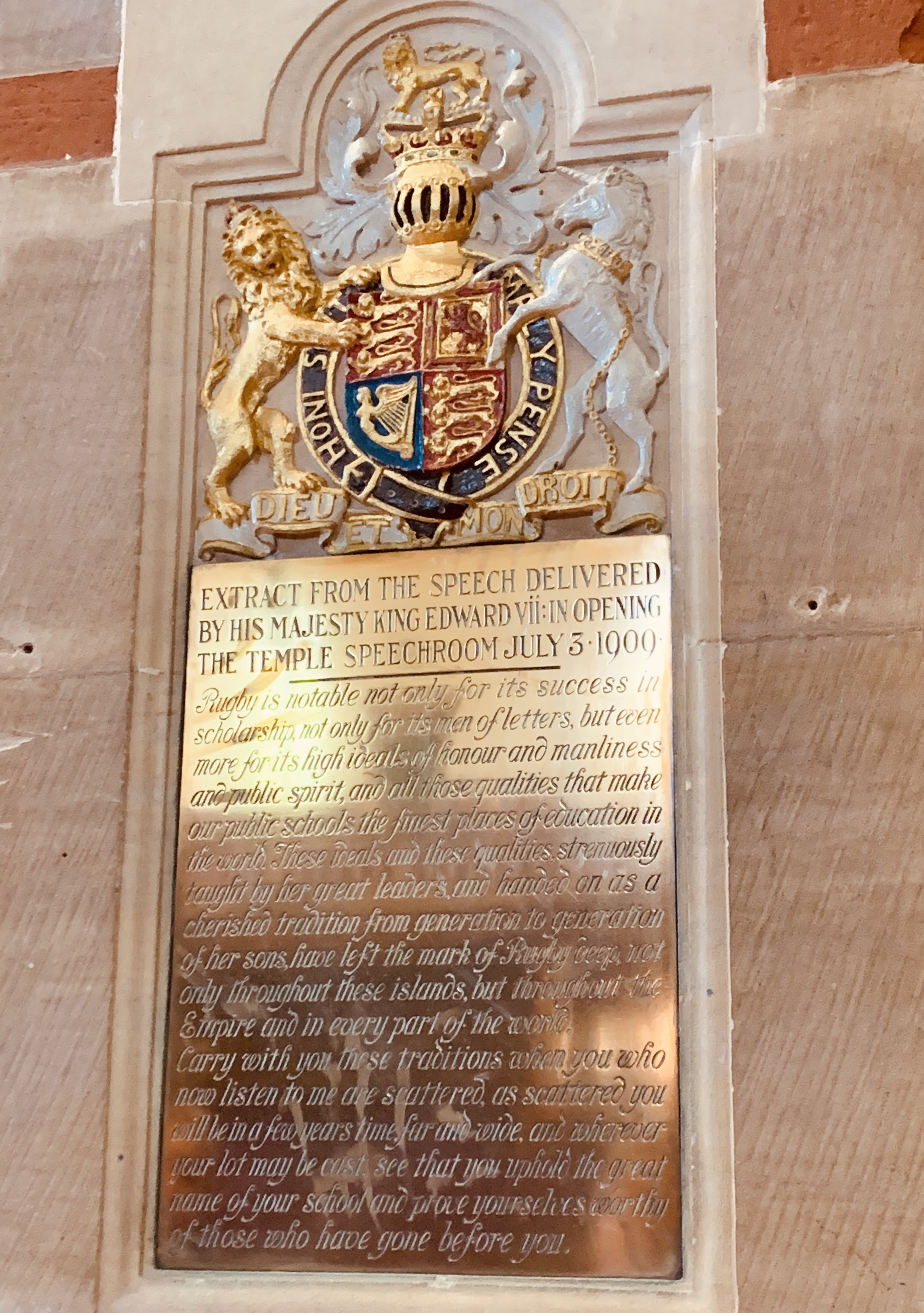
英国国王エドワード7世が1909年にラグビー校を訪れた際に語った言葉

トレードマークは赤色のライオン。

## 関連人物
校長を務めた人たち
- トーマス・アーノルド
- フレデリック・テンプル（英語版）（のちカンタベリー大主教）

主な出身者
- ウィリアム・ウェッブ・エリス - ラグビーフットボールの発明者として唯一名前が挙げられた人物
- ネヴィル・チェンバレン - イギリス首相
- ルイス・キャロル - 数学者、作家（『不思議の国のアリス』など）
- マシュー・アーノルド - 詩人 サルマン・ラシュディ - 作家（『悪魔の詩』など）
- アーサー・ランサム - ジャーナリスト、作家（『ツバメ号とアマゾン号』など）
- アーサー・パーシバル
- パーシー・ウインダム・ルイス
- ロバート・バートン
- ロビン・ジョージ・コリングウッド
- デビッド・マー

Category:ラグビー校出身の人物も参照